# ジュークボックス (ハロウィンのアルバム)
『ジュークボックス』（Metal Jukebox）は、ドイツのヘヴィメタルバンド、ハロウィンが1999年に発表したカバーアルバム。

## 収録曲
1. ヒー・イズ・ア・ウーマン、シー・イズ・ア・マン〈スコーピオンズ〉 - He's a Woman - She's a Man
2. ロコモティヴ・ブレス〈ジェスロ・タル〉 - Locomotive Breath
3. レイ・オール・ユア・ラヴ・オン・ミー〈ABBA〉 - Lay All Your Love on Me
4. スペース・オディティ〈デヴィッド・ボウイ〉 - Space Oddity"
5. フロム・アウト・オブ・ノーホエア〈フェイス・ノー・モア〉 - From Out of Nowhere
6. オール・マイ・ラヴィング〈ビートルズ〉 - All My Loving
7. 悪魔の呪文〈フォーカス〉 - Hocus Pocus
8. フェイス・ヒーラー〈センセイショナル・アレックス・ハーヴィー・バンド〉 - Faith Healer
9. ジャガーノート〈フランク・マリノ〉 - Juggernaut
10. ホワイト・ルーム〈クリーム〉 - White Room
11. メキシカン〈ベーブ・ルース〉 - Mexican
12. ラット・バット・ブルー〈ディープ・パープル〉 - Rat Bat Blue ※

※日本盤ボーナストラック

## 参加ミュージシャン
- アンディ・デリス - vocals
- マイケル・ヴァイカート - guitar
- ローランド・グラポウ - guitar
- マーカス・グロスコフ - bass
- ウリ・カッシュ - drums